# پارادوکس ابیلین
پارادوکس ابیلین، پارادوکسی است که در آن، مجموعه‌ای از مردم به شکل گروهی، تصمیم به انجام کاری می‌گیرند؛ در حالی‌که هر کدام به تنهایی، با انجام آن کار مخالف‌اند. این اتفاق زمانی روی می‌دهد که هر کدام از اعضایِ آن گروه، به اشتباه فکر می‌کند که تصمیم شخصیِ او، در تعارض با خواستِ جمعی است و بنابراین باید از ارائهٔ نظر خود، خودداری کند.

## خاستگاه
پارادوکس ابیلین، توسط استاد مدیریتِ دانشگاه جرج واشینگتن، جری هاروی در مقاله‌ای با عنوانِ پارادوکس ابیلین و تأملات دیگر در مدیریت معرفی شد. نام این پدیده، از حکایتِ کوتاهی برگرفته شده که هاروی از آن، برای معرفی پارادوکس استفاده کرده‌است:

در یک بعدازظهر داغ در کولمن تگزاس، خانواده‌ای در آسایش و راحتی، در حیاط خانه‌شان، مشغول دومینو بازی کردن بودند تا این‌که پدربزرگ پیشنهاد داد که برای یک گردش کوتاه به ابیلین [۵۳ کیلومتر به سمت شمال] بروند و ناهار را آن‌جا بخورند. مادر گفت: «وای! چه ایدهٔ خوبی!» و پدر با وجود آن‌که از دوری راه و گرمای هوا می‌ترسید اما از آن‌جا که احساس می‌کرد مخالف جمع است تاییدکنان گفت: «من هم موافقم! تنها امیدوارم که مادربزرگ هم مشکلی با این ایده نداشته باشد.» و مادربزرگ فوراً گفت: «البته که مشکلی ندارم، من مدت‌ها است که ابیلین را ندیده‌ام…»
سواری طولانی، هوا گرم و راه پر از خاک و طوفان بود. زمانی که به رستوران رسیدند، غذا به بدی راه بود. آن‌ها چهار ساعت بعد در خستگی مفرط، به خانه بازگشتند.
یکی از آن‌ها به دروغ گفت: «گردش خوبی بود. این‌طور نیست؟» این را مادربزرگ گفته بود که از صمیم قلب، تمایلی به رفتن نداشت اما در عین حال نتوانسته بود در برابر سه انسان مشتاق مقاومت کند. پدر خطاب به مادر گفت: «من که چندان لذتی از گردش نبردم. تنها به خاطر تو بود که حاضر شدم بیایم.» و مادر گفت: «من فقط می‌خواستم که تو ناراحت نشوی. کدام انسان عاقلی در این هوای گرم از خانه بیرون می‌رود؟» در پایان پدربزرگ خاطرنشان کرد که تنها به این خاطر چنین پیشنهادی را داده‌است که احساس می‌کرده بقیه، از ماندن در خانه خسته شده‌اند.
اعضای گروه همگی حیران بودند که چه‌طور تصمیمی گرفته‌اند که هیچ‌کدام‌شان به انجام آن تمایلی نداشته‌اند.

## اندیشه گروهی
این پدیده، نمونه‌ای از یک اندیشهٔ گروهی است. چنین پدیده‌ای به سادگی، توسط آن دسته از نظریه‌های روان‌شناسی اجتماعی که به همنوایی (انطباق) و تاثیرپذیری اجتماعی نظر دارند، توجیه‌پذیر است. به علاوه از منظر روان‌شناختی دیگری هم می‌توان به این پدیده نظر افکند، بازدارنده‌های اجتماعی، بسیاری از اوقات افراد را از بیان دیدگاه‌ها و پیگیری خواسته‌هایِ شخصی منصرف می‌کنند و این تمایلات را به صورت ایما-و-اشاره‌های غیرمستقیم و رفتارهای پنهانی در پشت گفتار و کردار آنها قرار می‌دهند.
تمایل به پذیرفته‌شدن به عنوان عضوی درونی از گروه و ترس از طرد شدن به خاطر بیان دیدگاه‌های اعتراضی، برخی از این بازدارنده‌های اجتماعی‌اند که باعث به وجود آمدن چنین پدیده‌هایی می‌شوند.
از این پدیده، در دوره‌های آموزشی مدیریت، به عنوان مثال به صورت فیلم‌های کوتاه استفاده می‌شود. یکی از توانایی‌های رهبران گروه‌های اجتماعی و مدیران، محدود کردن بازدارنده‌های اجتماعی است تا اعضای گروه بتوانند دیدگاه‌ها و خواسته‌های خود را ارائه کنند. به علاوه، مدیران باید بتوانند اطمینان حاصل کنند که تصمیمی که گروه می‌گیرد، واقعاً مطابق خواست تمام اعضای گروه‌است.